# Khadra
Pour les articles homonymes, voir Khadra (homonymie).
Khadra, anciennement Picard, est une commune côtière de la wilaya de Mostaganem en Algérie.

## Géographie
La commune est à 70 km à l'est de Mostaganem et à 80 km à l'ouest de Ténès sur la RN 11 dans le Dahra sur la côte méditerranéenne. Il s'y trouve la forêt des Zerrifa.

### Routes
La commune de Khadra est desservie par la RN11 (Route d'Oran).

## Histoire
La commune de Khadra, située au nord-est de Mostaganem, est étroitement liée à l’histoire de la tribu locale des Zeriffas, une communauté berbère issue des Maghraoua . Leur territoire, entre les montagnes du Dahra et la mer, a longtemps été un bastion d’agriculture et d’élevage, où la culture des céréales et l’élevage de chèvres et de moutons ont façonné leur mode de vie.
Jusqu’au XXe siècle, les Zeriffas, aux côtés des Achaachas, ont préservé leur langue berbère, une spécificité qui les distinguait des autres tribus du Dahra. Cependant, cette langue a disparu en raison des changements sociaux liés à la colonisation .
Peuple de résistance, les Zeriffas ont affronté les Ottomans puis les Français, notamment entre 1800 et 1847, jusqu’à la défaite de Bou-Maza. Après cette période de lutte intense, la région retrouva une certaine tranquillité, mais l’esprit de résistance, hérité des Maghraouas, reste profondément ancré dans leur identité.
Sous la colonisation française, un centre colonial, nommé Picard, fut établi sur leurs terres, visant à exploiter les ressources locales et imposer l’autorité coloniale. Ce centre se transforma progressivement en une commune, baptisée Khadra après l’indépendance, marquant un renouveau pour la région.
Aujourd’hui, malgré la disparition de leur langue et les évolutions sociales, les Zeriffas continuent de préserver leurs traditions. La Waada des Zeriffas, une fête locale annuelle avec des spectacles de fantasia, ainsi que la forêt de Zeriffa, qui porte leur nom, demeurent des symboles vivants de leur héritage, de leur lien avec la terre et de leur résilience face aux changements. La commune de Khadra reste ainsi un témoin de leur histoire et de leur capacité à s’adapter tout en restant fidèles à leurs racines.

## Toponymie
Khadra tire son nom de la forêt qui l'entoure à l'ouest et au sud et la ceinture verte de Oued Zerdel de la côte.

## Démographie
Selon le recensement général de la population et de l'habitat de 2008, la population de la commune de Khadra est évaluée à 14 045 habitants contre 12 294 en 1998.